# Estados Unidos nos Jogos Paralímpicos de Verão de 1976
Estados Unidos participou dos Jogos Paralímpicos de Verão de 1976, que foram realizados na cidade de Toronto, no Canadá, entre os dias 3 e 11 de agosto de 1976.
Obteve 155 medalhas, das quais 66 de ouro.